# Sukumas
Os sukumas são um povo banto do norte da Tanzânia, a sul do Lago Vitória. É o maior grupo étnico do país, representando aproximadamente 13% da população total.